# سفارة فرنسا في ألمانيا
سفارة فرنسا في ألمانيا هي أرفع تمثيل دبلوماسي لدولة فرنسا لدى ألمانيا. تقع السفارة في ميته وهي تهدف لتعزيز المصالح الفرنسية في ألمانيا.

شعار سفارة فرنسا في ألمانيا

## وصلات خارجية
- الموقع الرسمي
- قائمة سفارات فرنسا
- قائمة السفارات في ألمانيا